# City Car Driving
City Car Driving — компьютерная игра в жанре симулятора вождения автомобиля, разработанная и изданная российской компанией Forward Development 4 ноября 2016 года для Windows.
Выход сиквела City Car Driving 2.0 ожидается в 2025 году.

## Игровой процесс
В режиме вождения игрок может свободно передвигаться. При запуске свободного режима есть возможность выбрать несколько параметров: автомобиль, точку старта, сезон, время, погоду, трафик (количество автомобилей и агрессивность ИИ), событие (Новый год, День Победы и пр.). В игре представлен виртуальный город, в котором имеется большая сельская местность с населённым пунктом под названием Довольное.
Цель City Car Driving — помочь пользователям понять, как управлять автомобилем в городе или в сельской местности.

## Отзывы критиков
Тим Стоун с сайта Rock, Paper, Shotgun отозвался об игре очень положительно, отметив что игра «завораживает», City Car Driving может даже «усыпить» игрока, но из-за «неустойчивого ИИ» водителей и пешеходов, расслабиться полноценно навряд ли получится.
Евгений Васютинский с сайта PlayGround оценил игру отрицательно, отметив что с момента запуска уже чувствуется «халтура» и подметил проблемы с оптимизацией ведь «пока загрузится небольшая локация, вы успеете прочитать несколько глав учебника».